# Lacca (colorante)

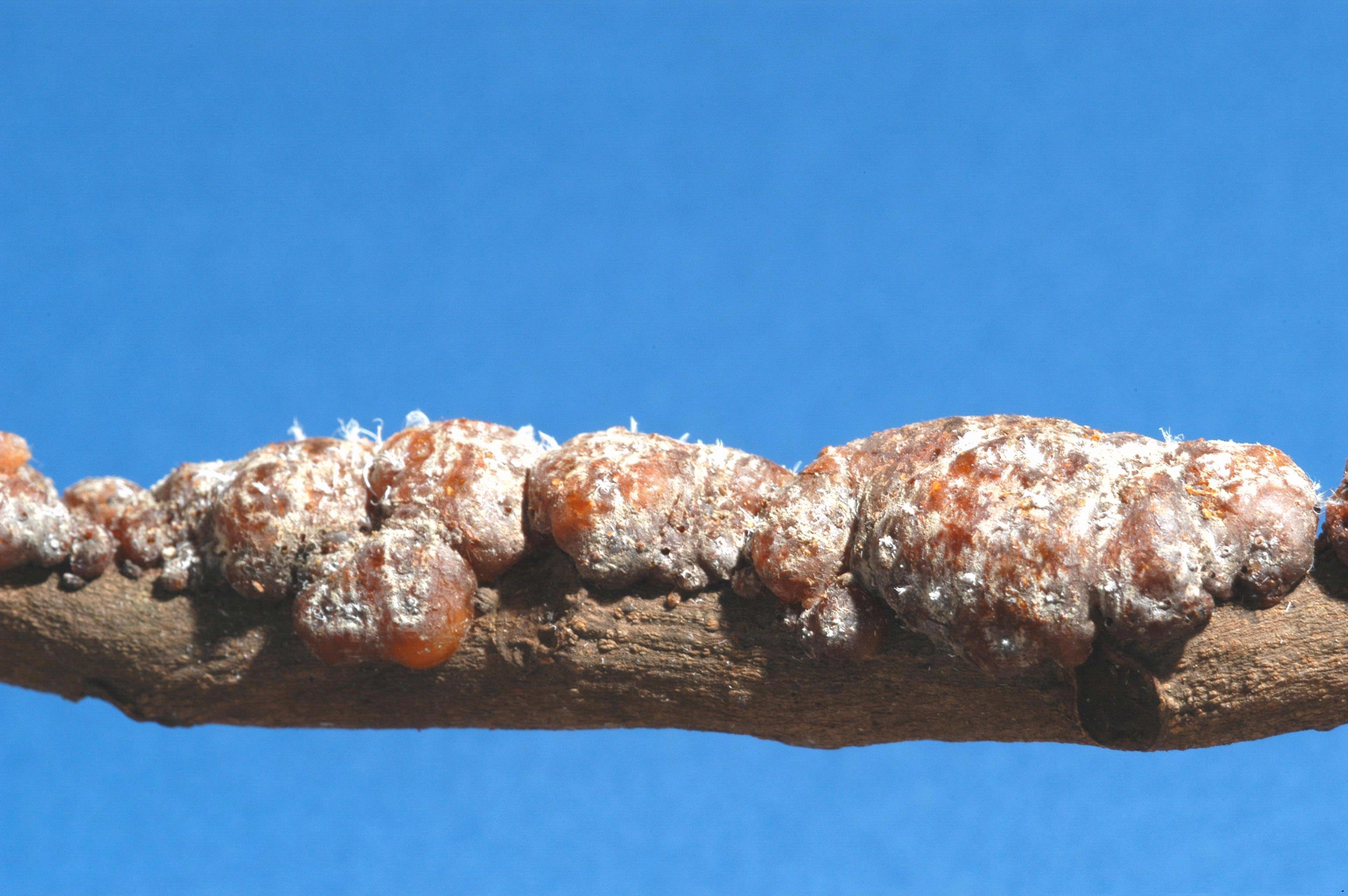
Ramoscello ricoperto di lacca creata dalla Kerria lacca

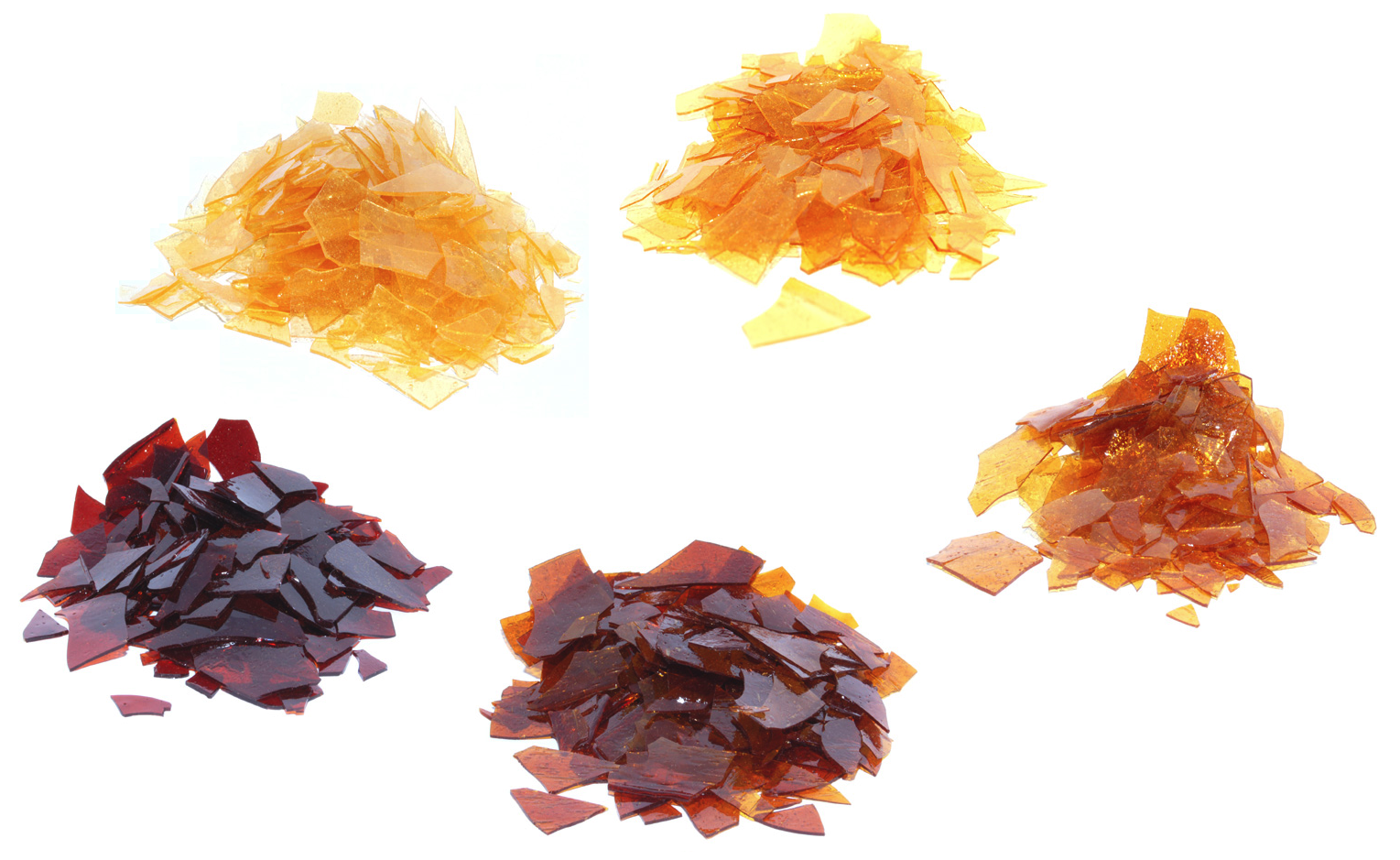
La resina secreta dal baco della lacca femmina sugli alberi, viene lavorata e venduta come fiocchi secchi.

La lacca è un colorante rosso ottenuto dalle secrezioni di alcune specie di insetti, dei quali la più diffusa è Kerria lacca.

## Etimologia
La parola lacca deriva dalla parola sanscrita lākshā'(लाक्षा), che rappresenta la cifra 100.000. Si riferisce sia agli insetti Kerria lacca (a causa del loro numero enorme, servono infatti tra 17.000 e 90.000 insetti per produrre una libbra britannica di shellac) sia alla secrezione scarlatta resinosa che produce. Questa resina veniva utilizzata come finitura per il legno, cosmetici e tinture per la lana e la seta nell'antica India e nelle aree limitrofe. La resina lacca una volta veniva importata in Europa in quantità notevoli dall'India, insieme a boschi orientali

## L'albero ospitante

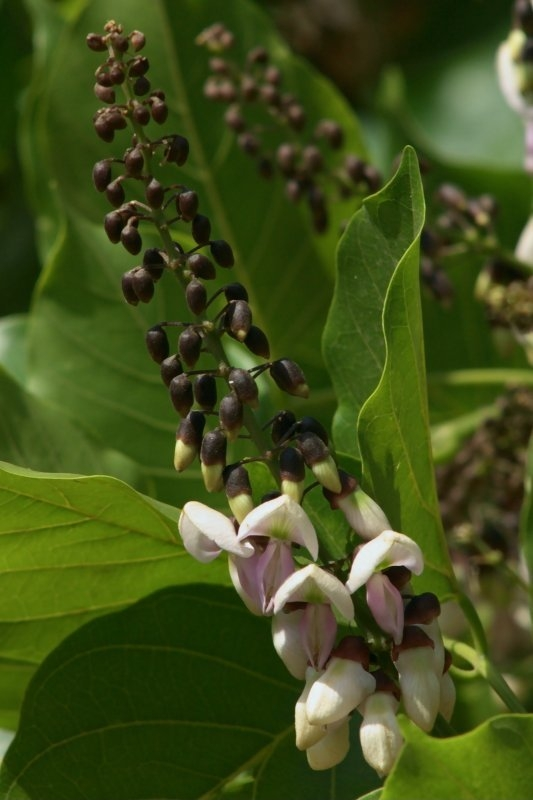
Pongam o honge (Millettia pinnata) è nativo dell'India e cresce in profusione, generalmente piantato come albero da viale dal dipartimento forestale. È rinomato per la sua ombra ed è noto negli usi tradizionali per le sue proprietà medicinali. Viene anche coltivato come impianto ospitante per gli insetti Kerria lacca. L'albero è anche una delle piante che usa per alimentarsi il ceruleo comune (Jamides celeno), una specie di farfalla della Malaysia

La Kerria lacca può essere coltivata sia sugli alberi coltivati che sugli alberi selvatici.
- In India gli alberi più comuni sono:
  - Dhak/Palas (Butea monosperma), famiglia delle Leguminosae
  - Ber (Ziziphus mauritiana), famiglia delle Rhamnaceae
  - Kusum (Schleichera oleosa) (usato per dare la migliore qualità e resa), famiglia delle Sapindaceae
- In Thailanda gli alberi più comuni includono:
  - L'albero della pioggia (Albizia saman), famiglia delle Leguminosae
  - Il Caiano (Cajanus cajan), famiglia delle Leguminosae
- In Cina:
  - Il Caiano (Cajanus cajan)
  - Una specie di Hibiscus, famiglia delle Malvaceae
- In Messico
  - Il noce delle Barbados (Jatropha curcas), famiglia delle Euforbiacee

La produzione stimata per albero in India è di 6–10 kg dal kusum, 1.5–6 kg dal ber e 1–4 kg dal dhak. Nel loro ciclo di vita i bachi possono produrre due volte all'anno la lacca, anche se è meglio riposare per sei mesi per permettere all'albero ospitante di riprendersi.

## Produzione
La coltivazione inizia quando un contadino prende un bastoncino broodlac (coda di lacca) che contiene le uova di Kerria lacca e lo lega all'albero scelto per produrre la resina. Migliaia di insetti della lacca colonizzano i rami degli alberi ospitanti e secernono il pigmento resinoso. I rami rivestiti degli alberi ospitanti vengono tagliati e raccolti come sticklac (bastoncini di lacca).
Per la produzione della tintura, gli insetti sono conservati nello sticklac che viene rapidamente esposto al sole prima che tutti gli insetti sfuggano, poiché il colore del pigmento viene dagli insetti piuttosto che dalla loro resina.
Se invece l'obiettivo primario è la produzione della ghiaia (seedlac) o della gommalacca (shellac), agli insetti è consentito di sfuggire in gran parte, perché la qualità del prodotto è valutata parzialmente dal suo colore ed i colori più tenui sono generalmente i più desiderati.
Lo sticklac raccolto viene schiacciato e separato per rimuovere le impurità. Il materiale sezionato viene poi lavato ripetutamente per rimuovere parti dell'insetto e altro materiale solubile. Il prodotto risultante è noto come seedlac. Il prefisso seed si riferisce alla sua forma a pellet (granulare). Il seedlac che contiene ancora le impurità nella percentuale di 3-5% viene trasformato in gommalacca mediante il trattamento termico o l'estrazione con solvente.
Il principale produttore di lacca è lo Jharkhand, seguito dal Chhattisgarh, dal Bengala occidentale e dallo stato di Maharashtra in India. La lacca viene prodotta anche in Bangladesh, Birmania, Thailandia, Laos, Vietnam, parti della Cina e Messico.

## Uso
L'uso della lacca colorante risale ai tempi antichi. È stata utilizzata nell'antica India e nelle aree limitrofe come finitura per il legno (la lucidatura), cosmetici e tinture per la lana e la seta. In China è un colorante tradizionale per i prodotti in pelle. Con l'emergere dei coloranti sintetici si è iniziato a sostituirla, anche se rimane ancora in uso, e alcuni succhi, bevande gassate, vino, marmellata, salsa e caramelle sono colorati usando la lacca.
Viene utilizzata nella medicina popolare come la medicina epatoprotettiva e quella anti obesità. Viene usata nelle vernici (incluse quelle impiegate nella produzione di violini) ed è solubile nell'alcol. Questo tipo di lacca è stato utilizzato anche per la finitura delle armi da caccia come strato protettivo e colorante.

## Produzione
L'India ha esportato notevoli quantità di derivati dello sticklac, in particolare la lacca colorata, dal 1700 fino alla fine del 1800. La produzione è diminuita in quanto sono emersi coloranti sintetici, e dopo la fine degli anni '40 la produzione di seedlac e di gommalacca è diminuita anche a causa di questa sostituzione.
A metà degli anni '50, l'India ha prodotto annualmente circa 50.000 tonnellate di sticklac e ha esportato circa 29.000 tonnellate di lacca. Alla fine degli anni '80 le cifre erano rispettivamente di circa 12.000 tonnellate e 7.000 tonnellate. Nel 1992-93, le esportazioni di lacca dell'India si sono ulteriormente ridotte a 4.500 tonnellate. Nello stesso periodo, la produzione della Thailandia è aumentata leggermente, con le esportazioni annuali di lacca di circa 7.000 tonnellate negli anni '90, principalmente di seedlac. La Cina ha esportato solo circa 500 tonnellate di gommalacca all'anno negli anni '90, ma ha prodotto di più internamente: 4.000-5.000 tonnellate di sticklac e 2.000-3.000 tonnellate di gommalacca in provincia di Yunnan, con una minor produzione ulteriore e minore nella provincia di Fujian. Mentre l'India, la Thailandia e la Cina sono i principali produttori di lacca, anche il Bangladesh, la Birmania, il Vietnam e lo Sri Lanka lo sono in minor misura.

## Specie di insetti
- Kerria lacca
- Paratachardina decorella
- Paratachardina pseudolobata